# ウェイクアップ! ルースター
『ウェイクアップ! ルースター』(原題: Le Coq de St-Victor) は、ピエール・グレコ監督・脚本による2014年のカナダの3Dアニメ映画。カナダでは、2014年2月21日で公開された。

## キャスト
- ナレーター - ベノワ・ブリエル
- ザビエル - ジェフ・ブードロー
- ジュール - キャロル・カシスタット
- エミール - リジャーン・ヴァレ
- ベルトラン - リュック・ゲラン
- ルシアン・トマサン - ギィ・ナドン
- フローレンス - アンヌ・ドルヴァル（野々山恵梨）
- アントニオ - マルタン・ドレインヴィル
- メール - ギィ・ジョドイン
- マルセリーヌ - マリループ・ウルフ
- レオン・フランコーア - ポール・アフマラニ
- ドクター・ミロト - ガストン・リュージュ
- ギュスターヴ - アレクシス・マルタン
- アンヌ - ノエミ・イェール